# Гомерический смех
Гомерический смех (греч. ἄσβεστος γέλος) — неудержимый, громкий хохот. Часто используется для обозначения смеха над чем-нибудь крайне несуразным или глупым. Возникло из описания смеха богов в поэмах Гомера «Илиада» и «Одиссея». Эпитет «гомерический» употребляется также в значении: обильный, огромный.

У Гомера вечные боги смеются над трагедиями смертных, в этом смехе выражается их сущность. А. Ф. Лосев, анализируя иронию поэта-сказителя, писал: 
Божественный юмор для смертных часто означает самую настоящую трагедию. Это именно для смертных так. А для самих богов смысл всего этого — только юмор. <…> У них ведь универсальная и вечно движущаяся полнота универсальной энергии, а в мире, которым они управляют, всё погибает, то рождаясь, то умирая, и потому всё плачет. Вот и получается и хохот, и трагедия, космический хохот и космическая трагедия.